# Grande Île de Strasbourg
Pour les articles homonymes, voir Grande Île et Strasbourg (homonymie).
La Grande Île de Strasbourg ou Ellipse insulaire est une île centrale du centre-ville historique de Strasbourg, entourée par la rivière Ill au sud et d'un de ses bras (le fossé du Faux-Rempart) au nord, qui se séparent en aval du barrage Vauban et se rejoignent à hauteur du quai des Pêcheurs.
La Grande Île et la Petite France sont inscrites dans leurs intégralités au patrimoine mondial de l’UNESCO depuis 1988. Le conseil international des monuments et des sites indique que la Grande Île est « un ancien quartier qui est un exemple des cités médiévales ».

## Description
Le camp romain d'Argentoratum occupait la partie sud de l'île, à proximité de la route des Romains, à l'époque gallo-romaine.

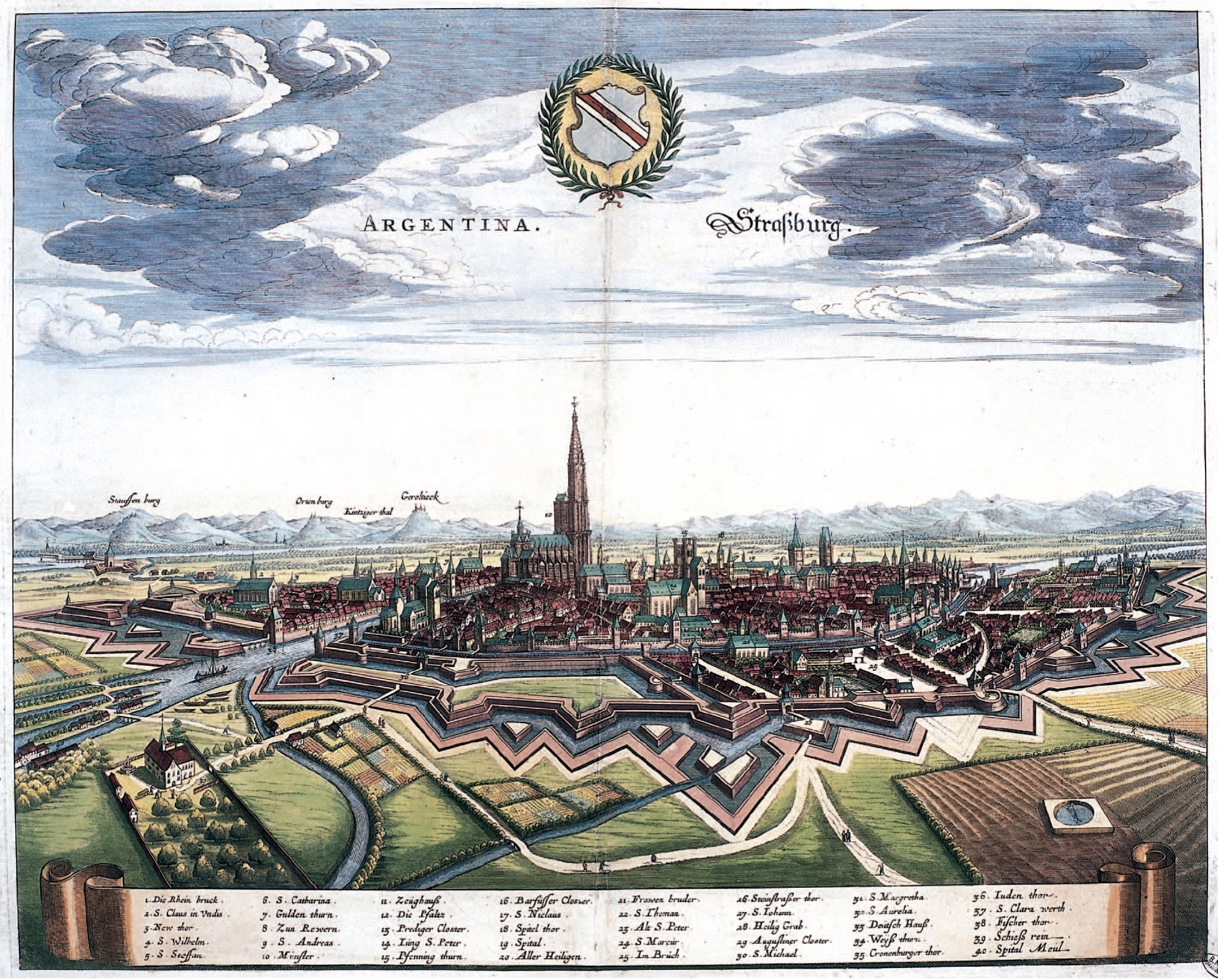
Grande Île, citadelle et fortifications, en 1644.
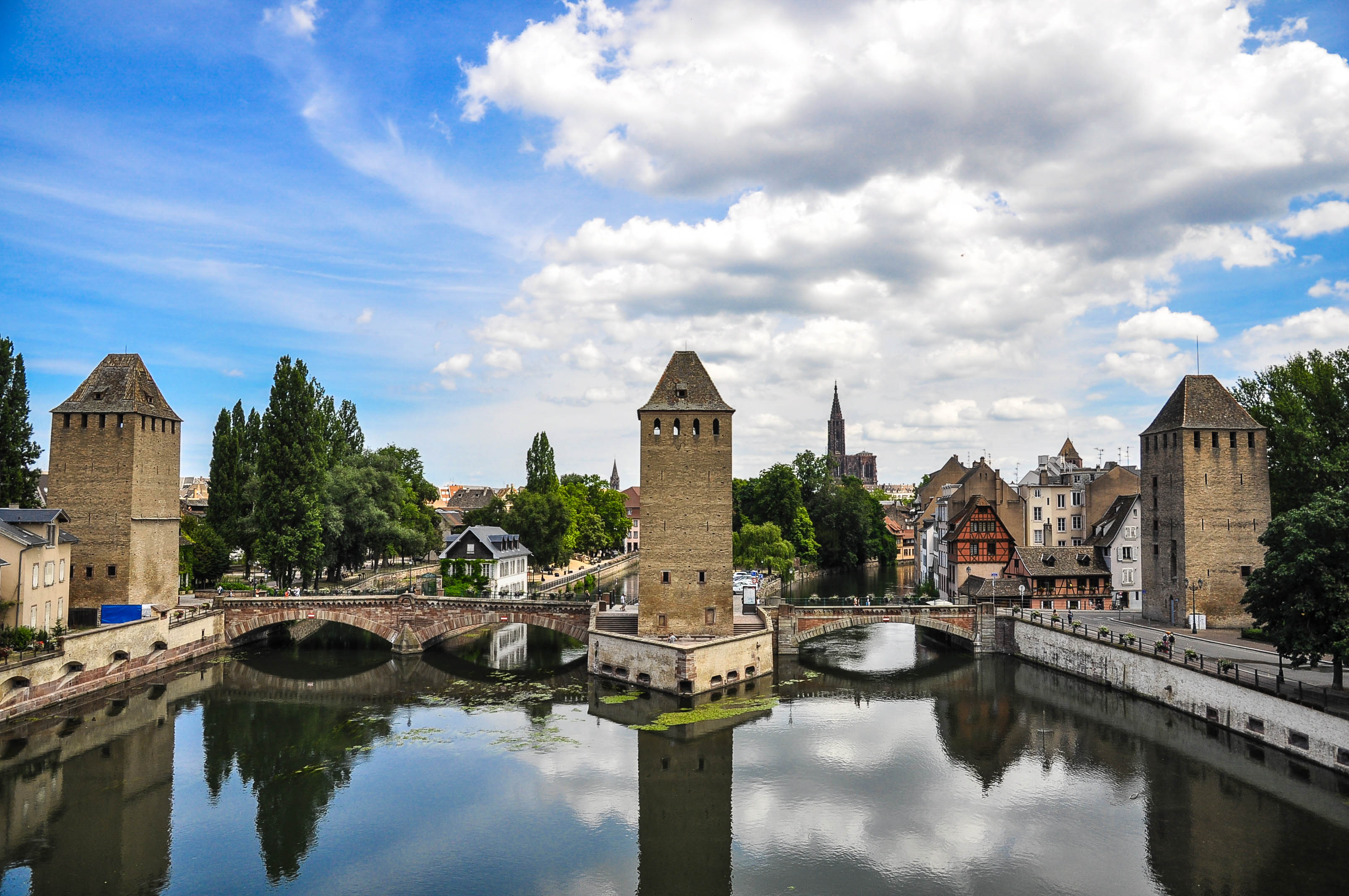
Les ponts couverts, à l'ouest de la Grande Île, vus depuis le barrage Vauban
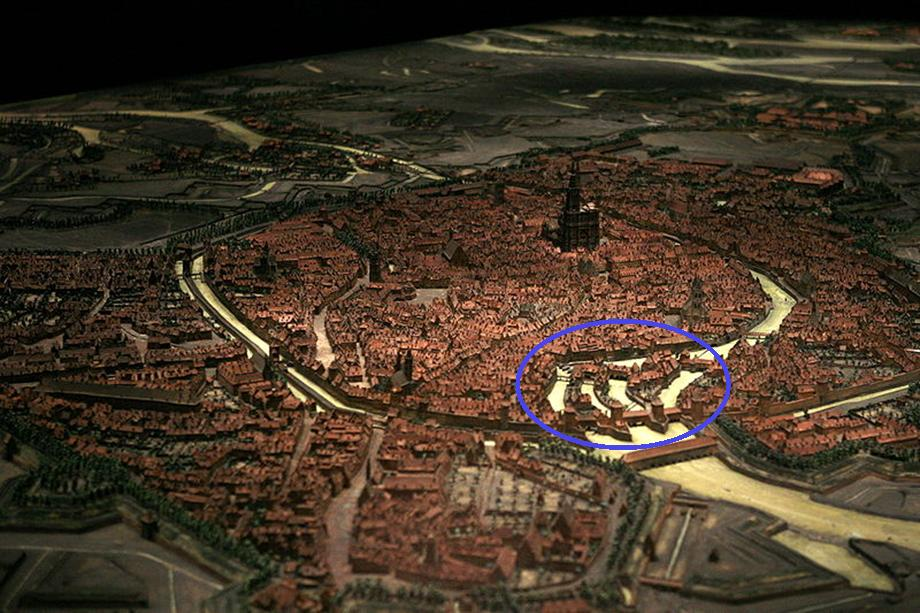
Ellipse insulaire et Petite France (en bleu) en 1727

Entourée par l'Ill au sud et du canal du Faux-Rempart au nord, la Grande Île est le cœur et centre historique de Strasbourg, avec ses nombreux monuments historiques et lieux touristiques, tels que la cathédrale Notre-Dame de Strasbourg du XIIe siècle.

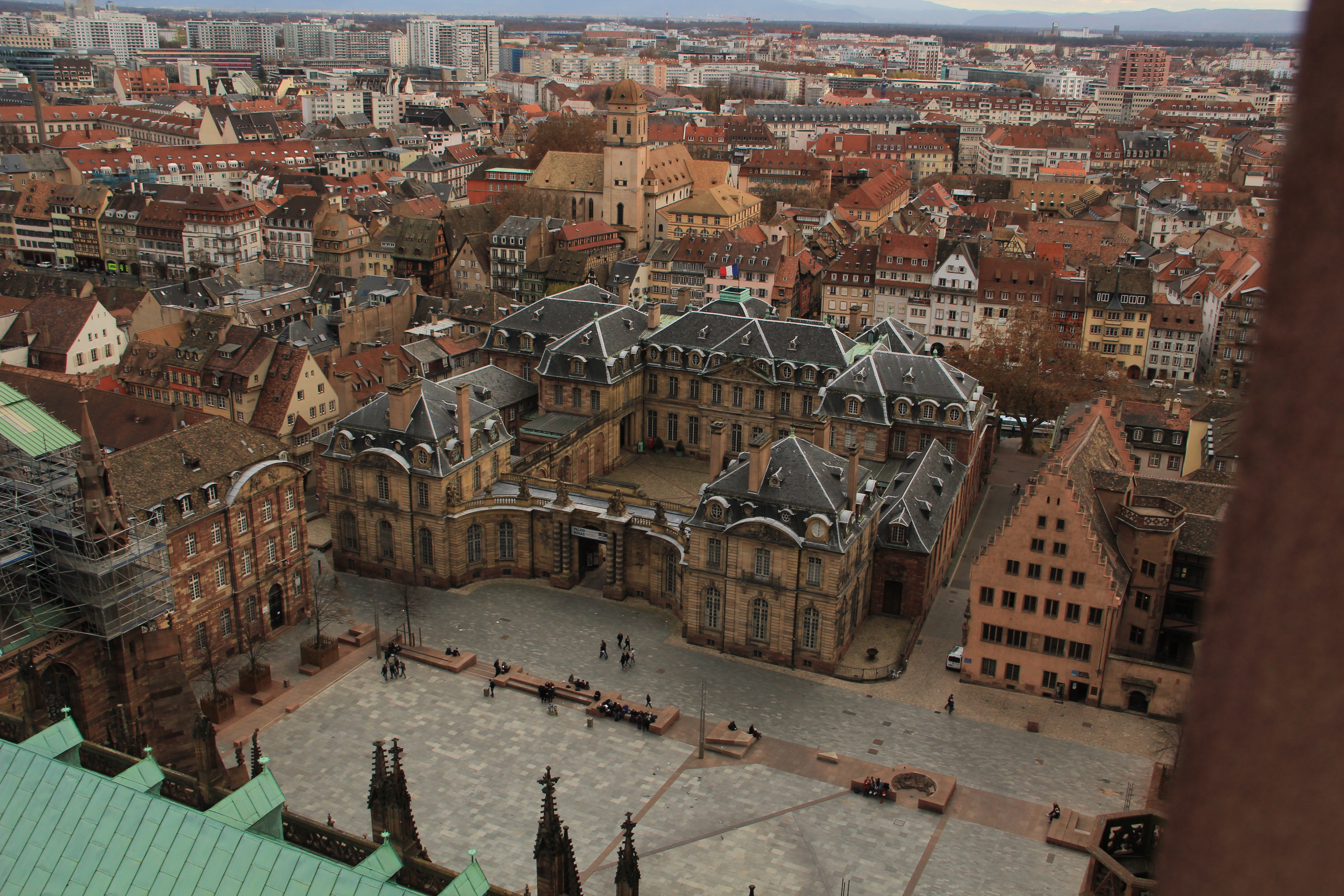
Palais Rohan, place du Château (musée des Arts décoratifs, musée des Beaux-Arts et musée archéologique).
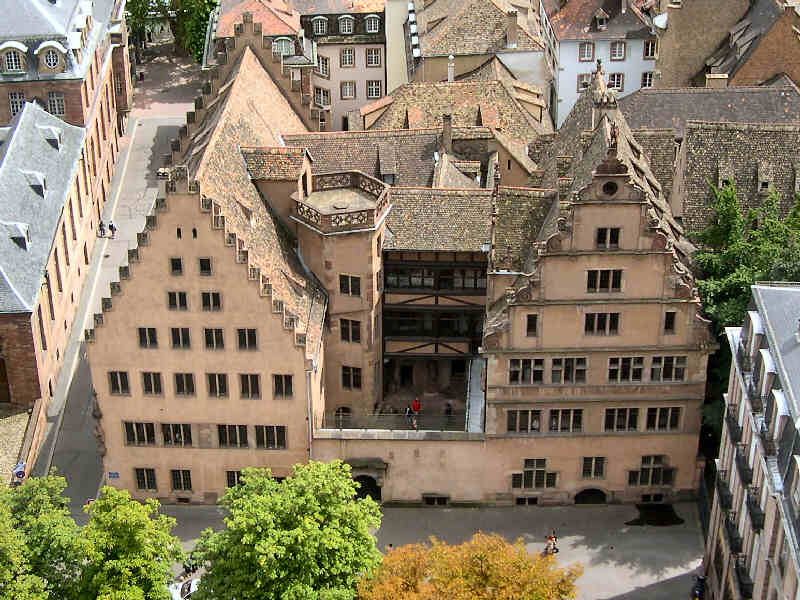
Maison de l'Œuvre Notre-Dame et musée de l'Œuvre Notre-Dame, place du Château
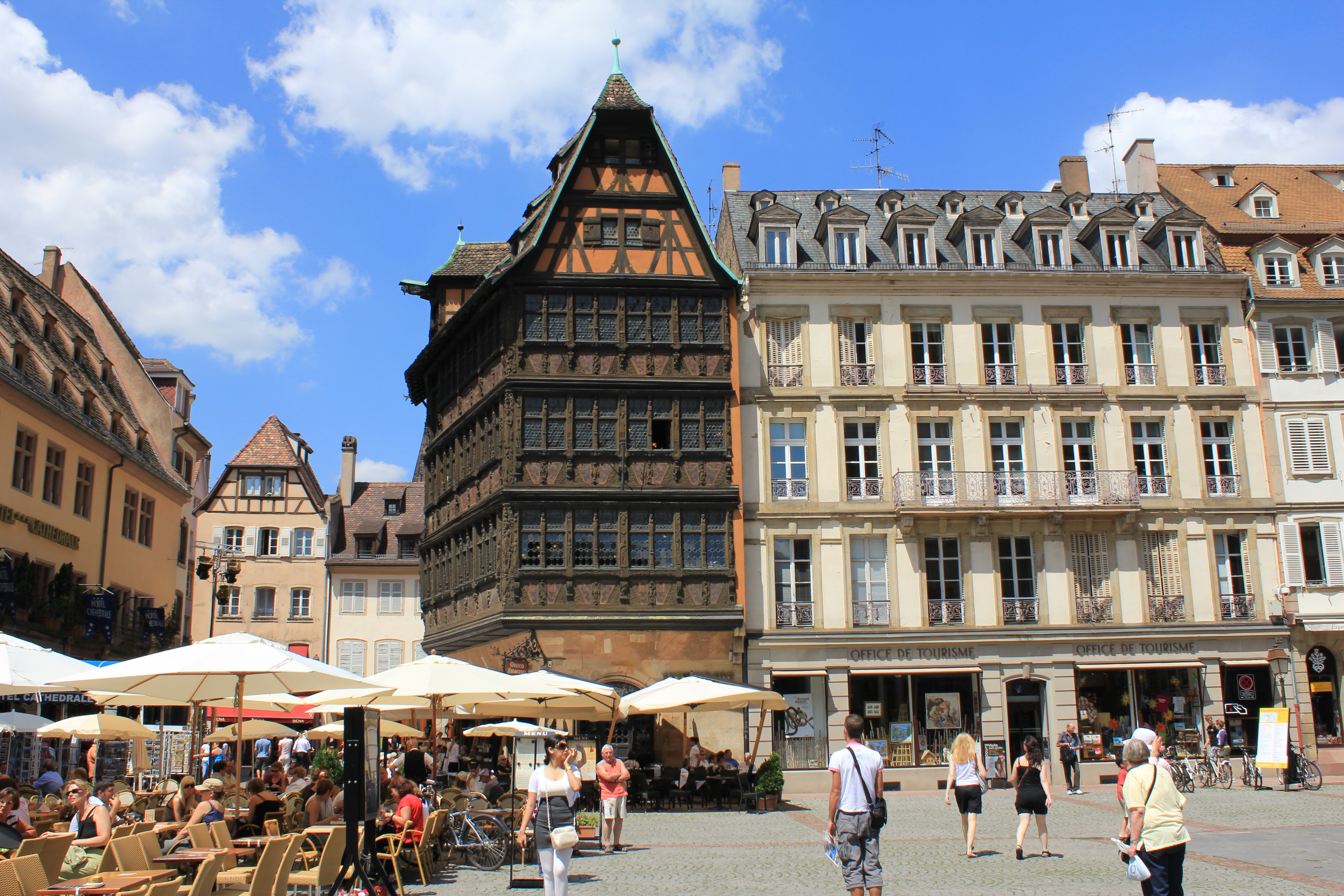
Maison Kammerzell et office du tourisme, place de la Cathédrale

Elle a conservé et préservé de nombreux monuments historiques, de nombreux hôtels particuliers, ainsi qu'un remarquable ensemble de maisons à colombages et pan de bois pittoresques (en particulier dans la Petite France) typiques de la fin du Moyen Âge et du début de la Renaissance strasbourgeoise du XVIe siècle.

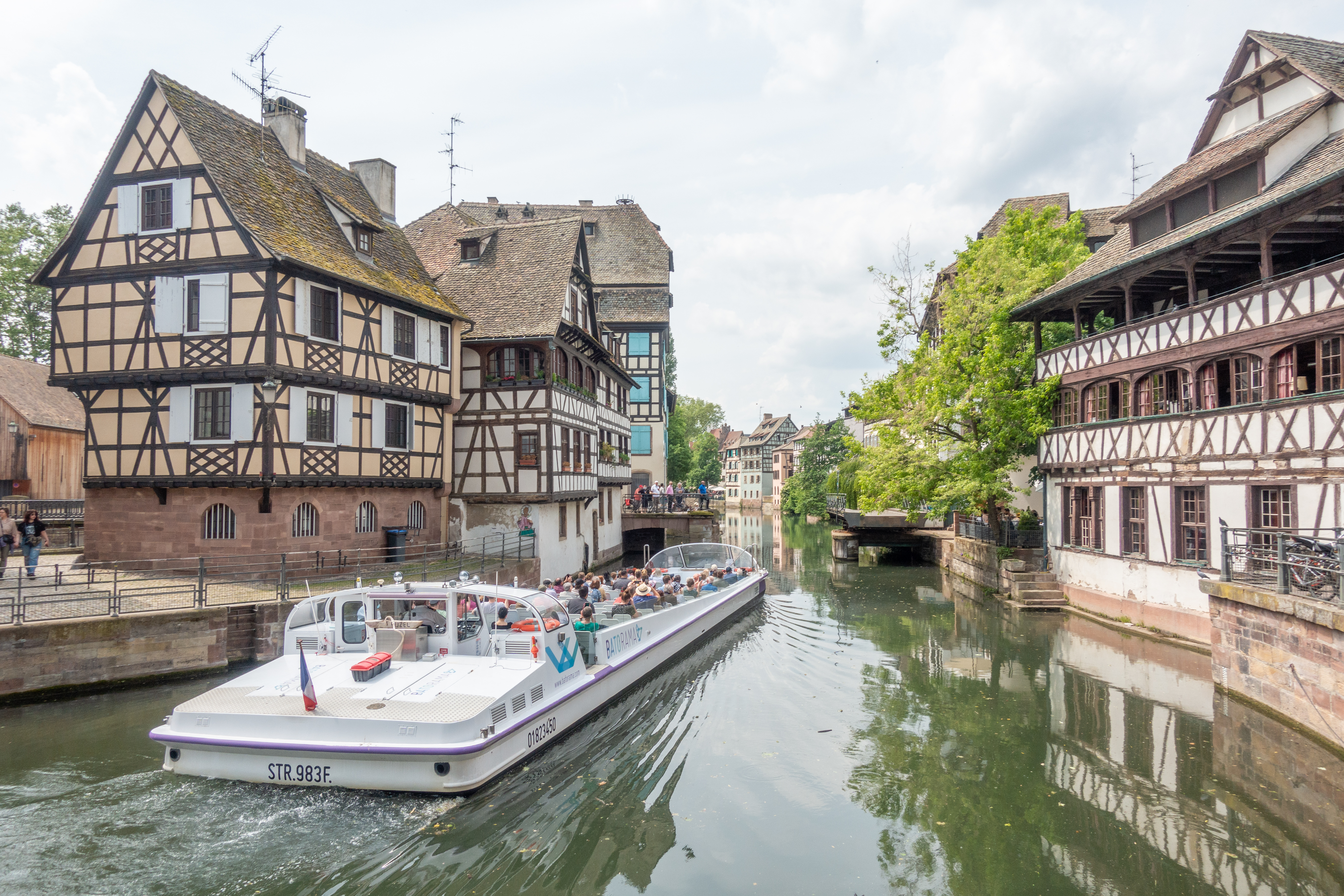
Batorama sur l'Ill et pont du Faisan de la Petite France
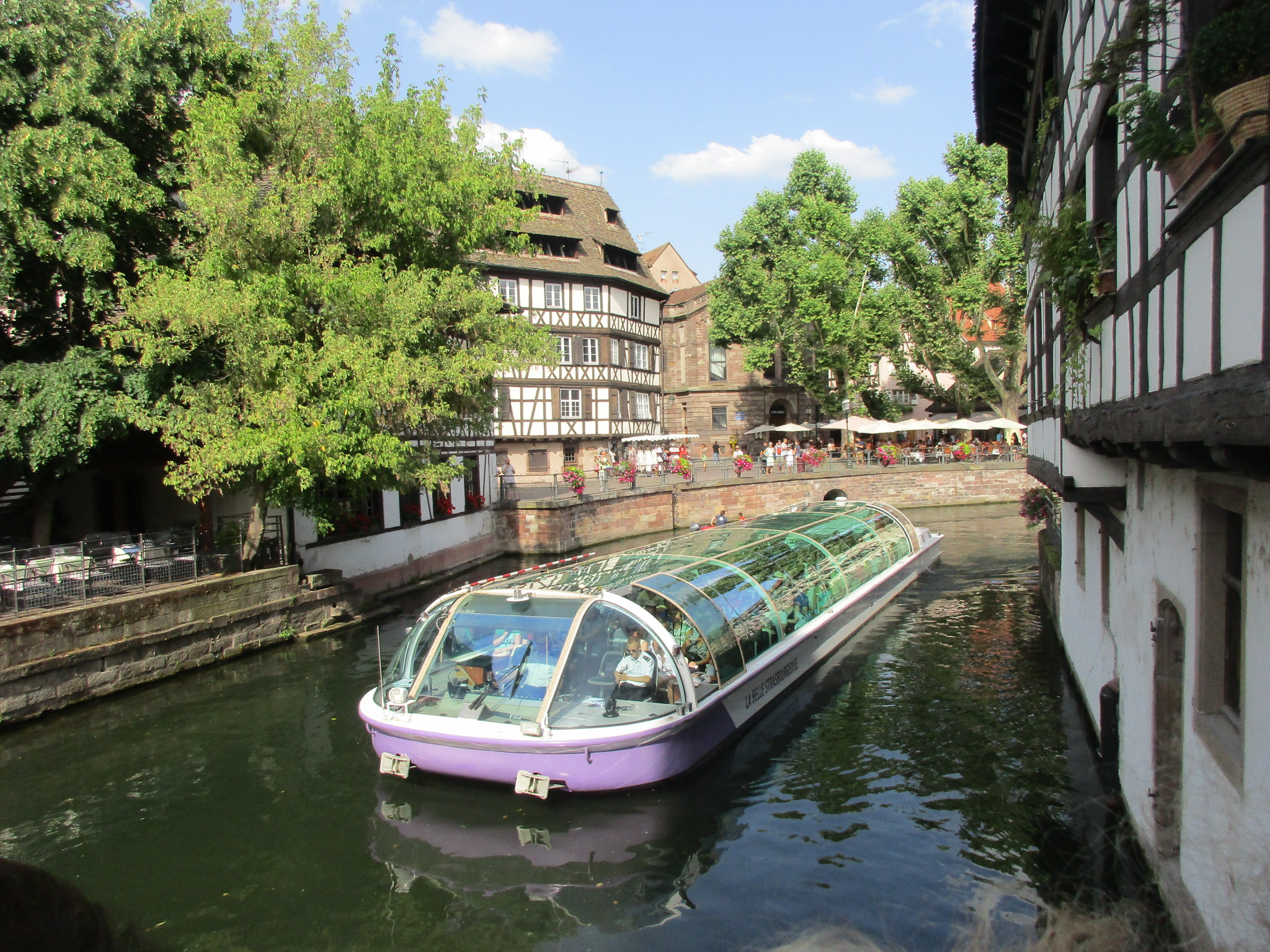
L'Ill et place Benjamin-Zix, depuis le pont du Faisan.
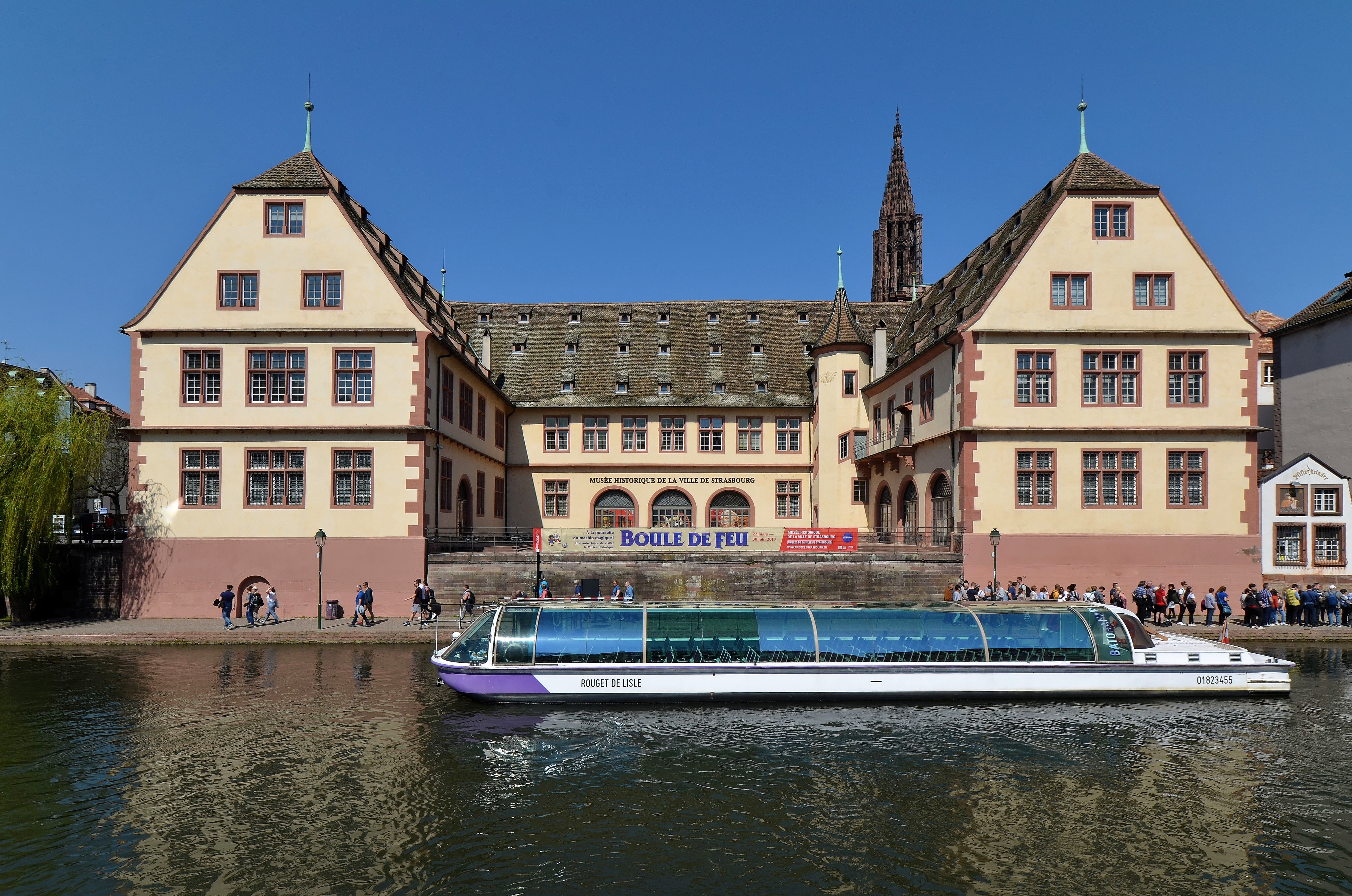
Musée historique de Strasbourg

La principale artère de l’Ellipse insulaire, qui la traverse d'ouest en est, est formée par la Grand'Rue, prolongée par les rue Gutenberg, rue des Hallebardes et rue des Juifs. Le principal axe nord-sud est formé par les rue des Grandes-Arcades et rue du Vieux-Marché-aux-Poissons qui relient la place Kléber au pont du Corbeau. Les rues du 22-Novembre, des Francs-Bourgeois et de la Division-Leclerc, larges et bordées de grands immeubles, tranchent avec la morphologie des rues étroites et sinueuses qui, pour la plupart, datent du Moyen Âge. Ces trois rues ont été aménagées au début du XXe siècle dans le cadre de la Grande-Percée, projet urbain destiné à moderniser le centre historique en créant un axe allant de la gare jusqu'à la place de l’Étoile.
La Grande Île appartient administrativement au quartier Centre-ville. La plupart des commerces et restaurants-winstub-bierstub institutionnels (avec leur cuisine alsacienne traditionnelle) y sont situés. On y trouve notamment les Galeries Lafayette (ancien Magmod), la Maison Rouge qui abrite la Fnac, le grand magasin Printemps (fermé fin 2021) et l'importante galerie commerçante de l'Aubette. En 2014, 27 % du chiffre d'affaires commercial de l'Eurométropole de Strasbourg est réalisé au sein de la Grande Île.
Grâce à l'aménagement de voies piétonnes des berges, il est possible de faire tout le tour de la Grande Île à pied en longeant l'Ill et le fossé du Faux-Rempart.
La Grande Île était jadis traversée par le fossé des Tanneurs. Creusé au VIIIe siècle, il partait de  l'actuelle place Benjamin-Zix, du quartier des Tanneurs de la Petite France, et s'écoulait le long de la rue du même nom, la place de l'Homme-de-Fer, les rues de la Haute-Montée et de la Mésange et enfin la place Broglie. Il se jetait dans le fossé du Faux-Rempart à l'arrière de la place du Petit-Broglie. Le fossé coule toujours aujourd'hui mais il a été recouvert en 1840 pour des raisons d'hygiène.

### Transports en commun

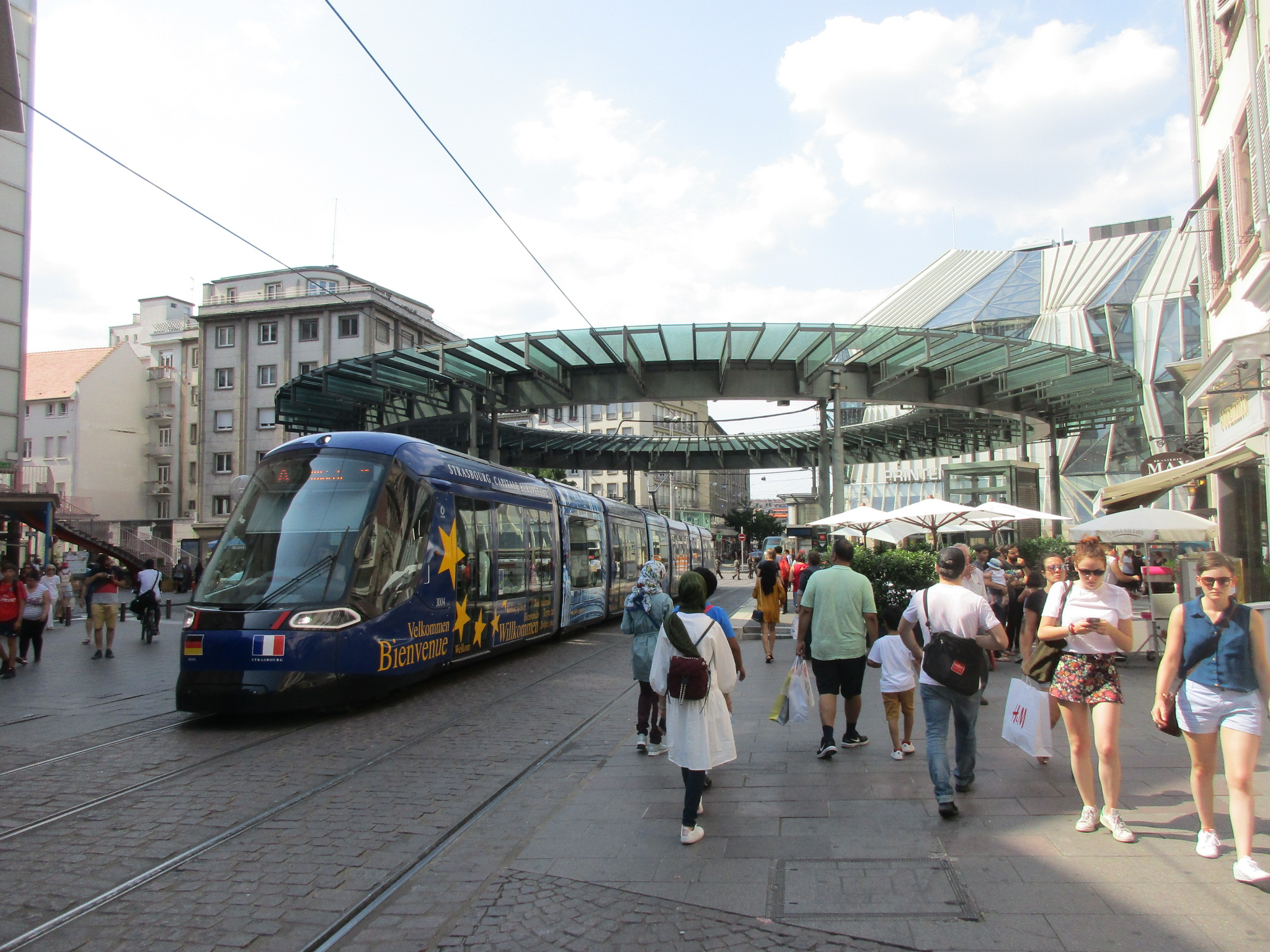
Station Homme de Fer du tramway de Strasbourg, place de l'Homme-de-Fer

À la suite du retour du tramway à Strasbourg en 1994, la Grande Île est traversée du nord au sud par la ligne A et depuis 1998 par la ligne D. Les B et C la traversent également d'ouest en est depuis 2000 (ainsi que la ligne F depuis 2010).
La requalification urbaine qui a accompagné le tramway a permis de rendre aux piétons de nombreuses rues et places de l’Ellipse insulaire.
Depuis la réorganisation du réseau de bus de la CTS en novembre 2023, seule la ligne C8 dessert encore la Grande Île en effectuant une boucle par la rue de la Douane. Les lignes C3, C6 et C9 empruntent désormais la rive gauche du fossé du Faux-Rempart.

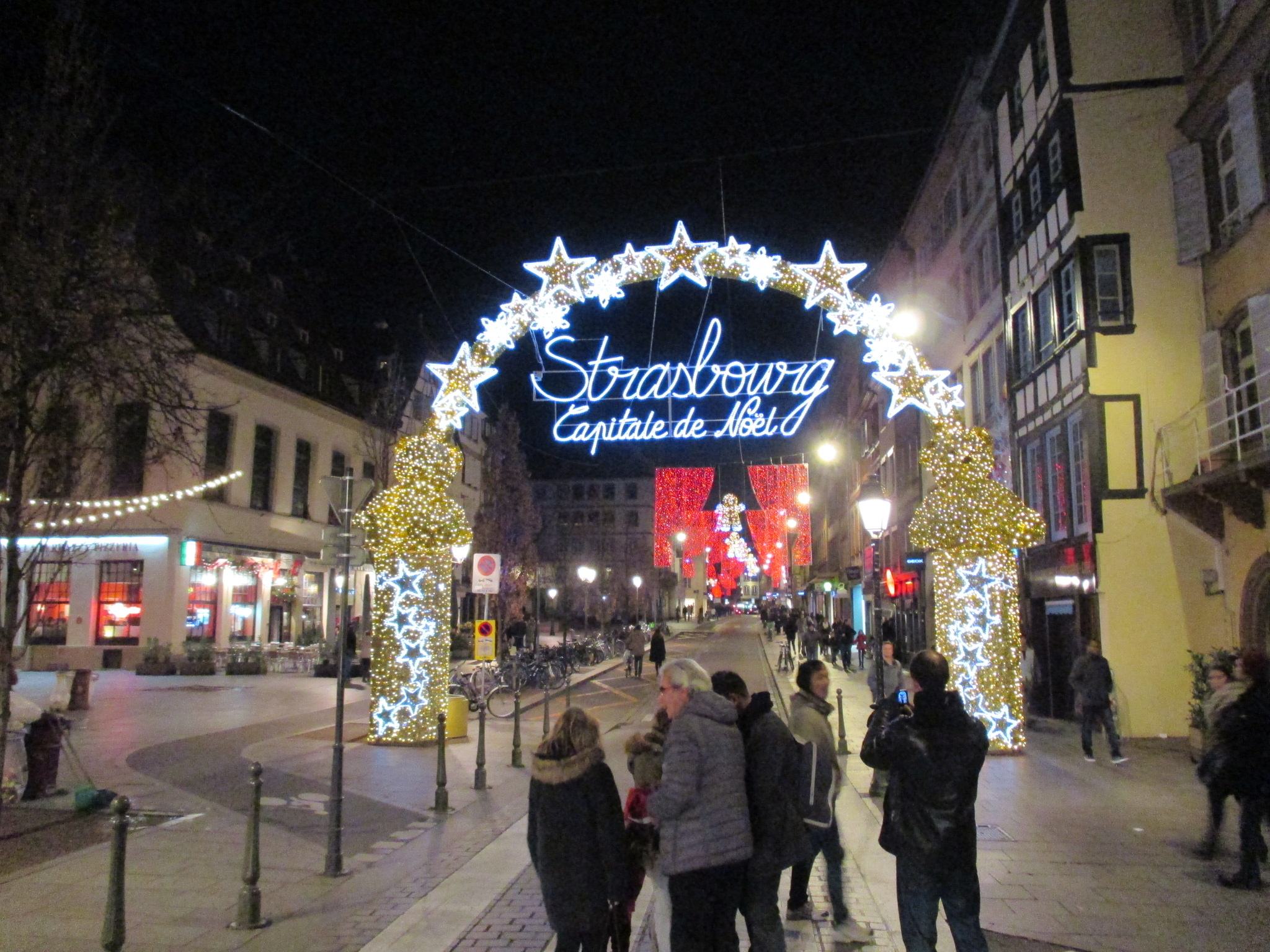
Entrée du marché de Noël de Strasbourg (Christkindelsmärik)

## Evènements
Le marché de Noël de Strasbourg (Christkindelsmärik) a lieu tous les ans, depuis 1570, réparti sur les principales rues et places de la Grande Île de Strasbourg, du premier samedi de l’Avent au 24 décembre au soir, avec plus de trois millions de visiteurs du monde entier.

## Principaux lieux et monuments

### Patrimoine religieux

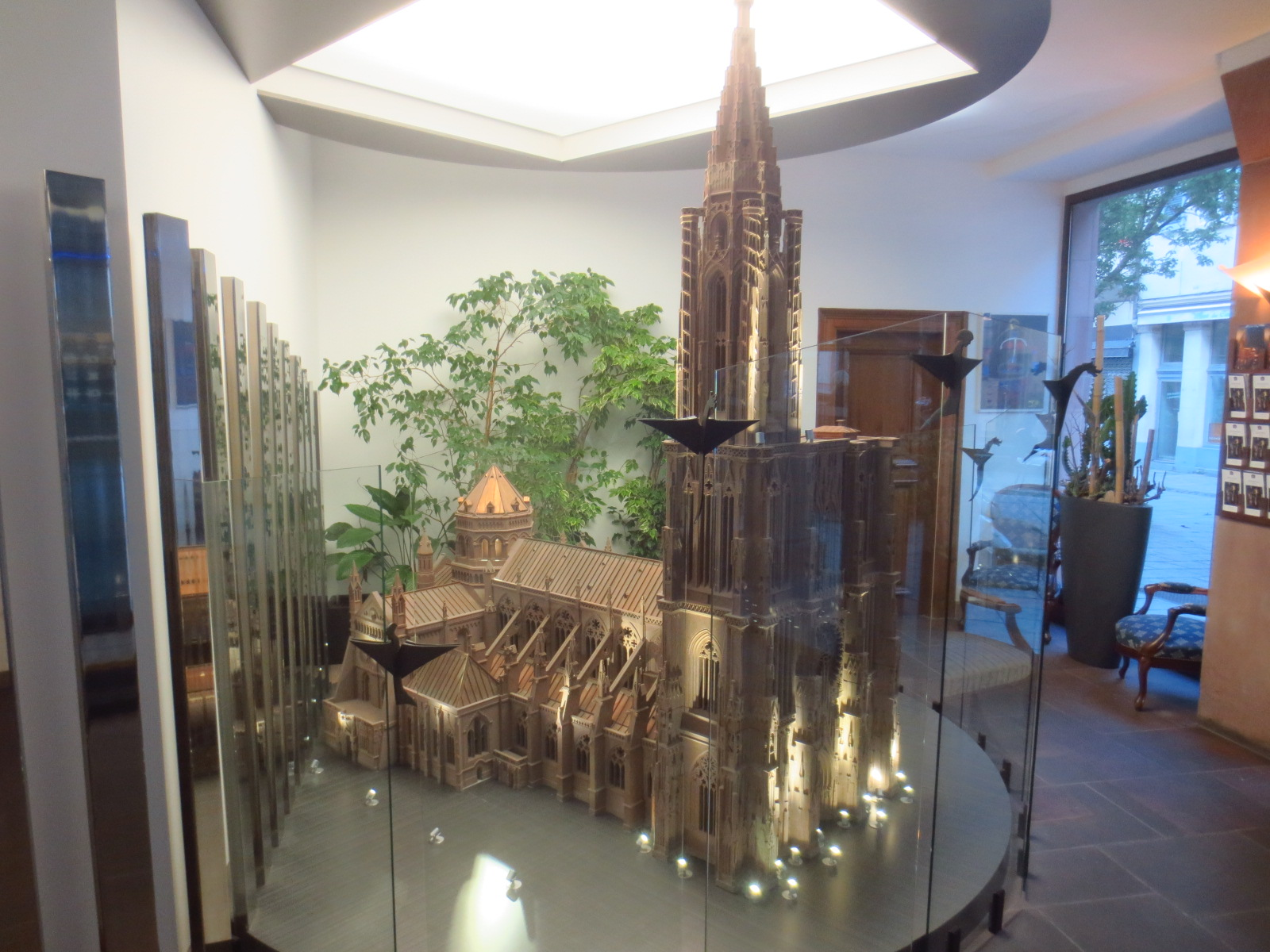
Cathédrale Notre-Dame de Strasbourg, siège de l'archidiocèse de Strasbourg.

La Grande Île héberge un important patrimoine religieux, avec en particulier sa cathédrale Notre-Dame de Strasbourg (siège de l'archidiocèse de Strasbourg) exemple d'architecture gothique flamboyante du XVe siècle, à laquelle est accolé le Grand Séminaire.

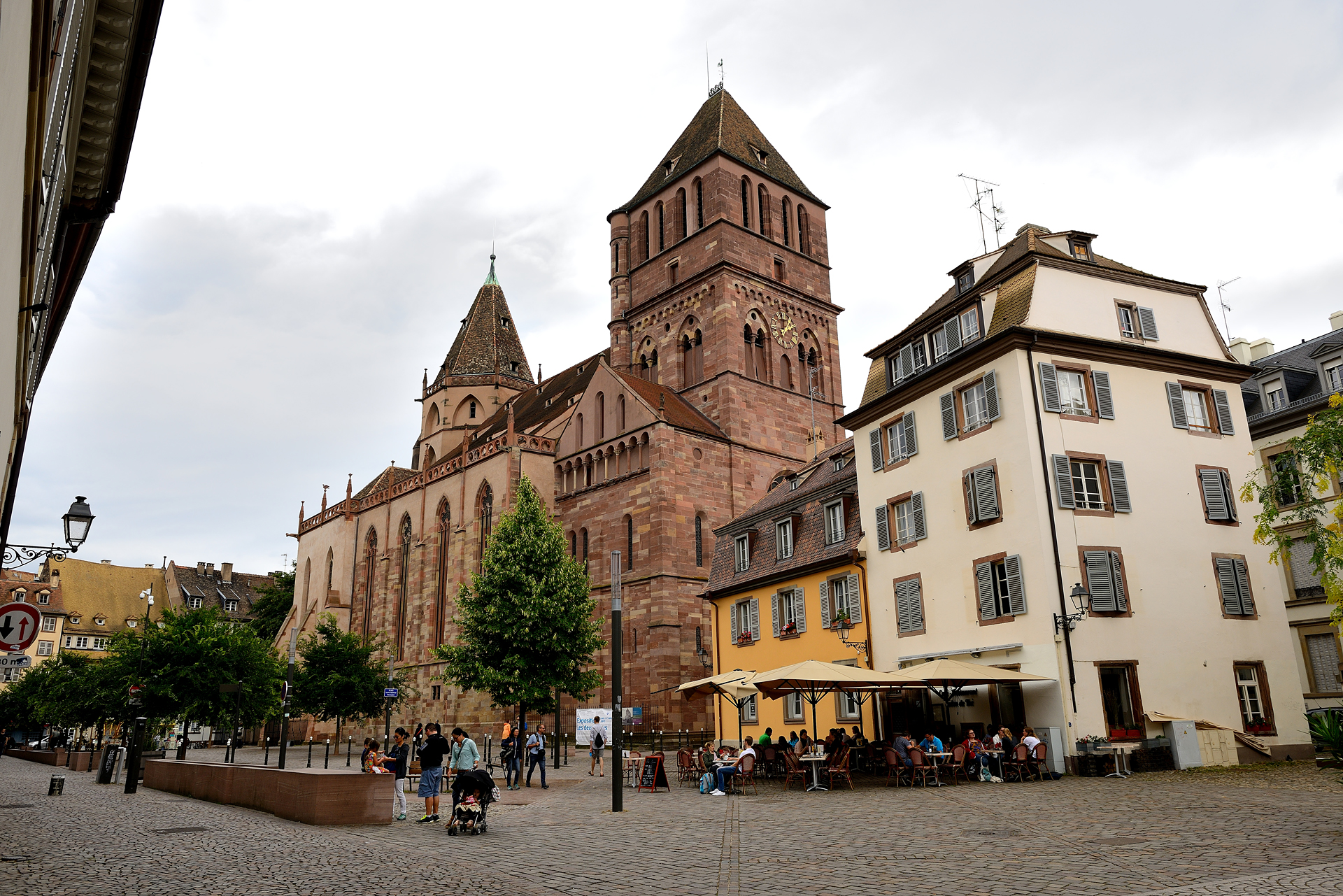
Église Saint-Thomas de Strasbourg.

L'église Saint-Thomas (IXe siècle), à proximité du quartier de la Petite France, est l'unique exemple d'église-halle en Alsace. Parfois désignée en tant que « cathédrale du protestantisme en Alsace », elle est voisine du Séminaire protestant. Un peu plus loin se trouve l'ancienne église Saint-Martin (XXe siècle) reconvertie en théâtre TJP, ainsi que l'église réformée du Bouclier. L'église méthodiste de Sion est située au cœur du quartier de la Petite France.
Au bout de la Grand'Rue et de la rue du 22 Novembre se dresse l'église Saint-Pierre-le-Vieux dont une partie est affectée au culte catholique et l'autre au culte protestant.

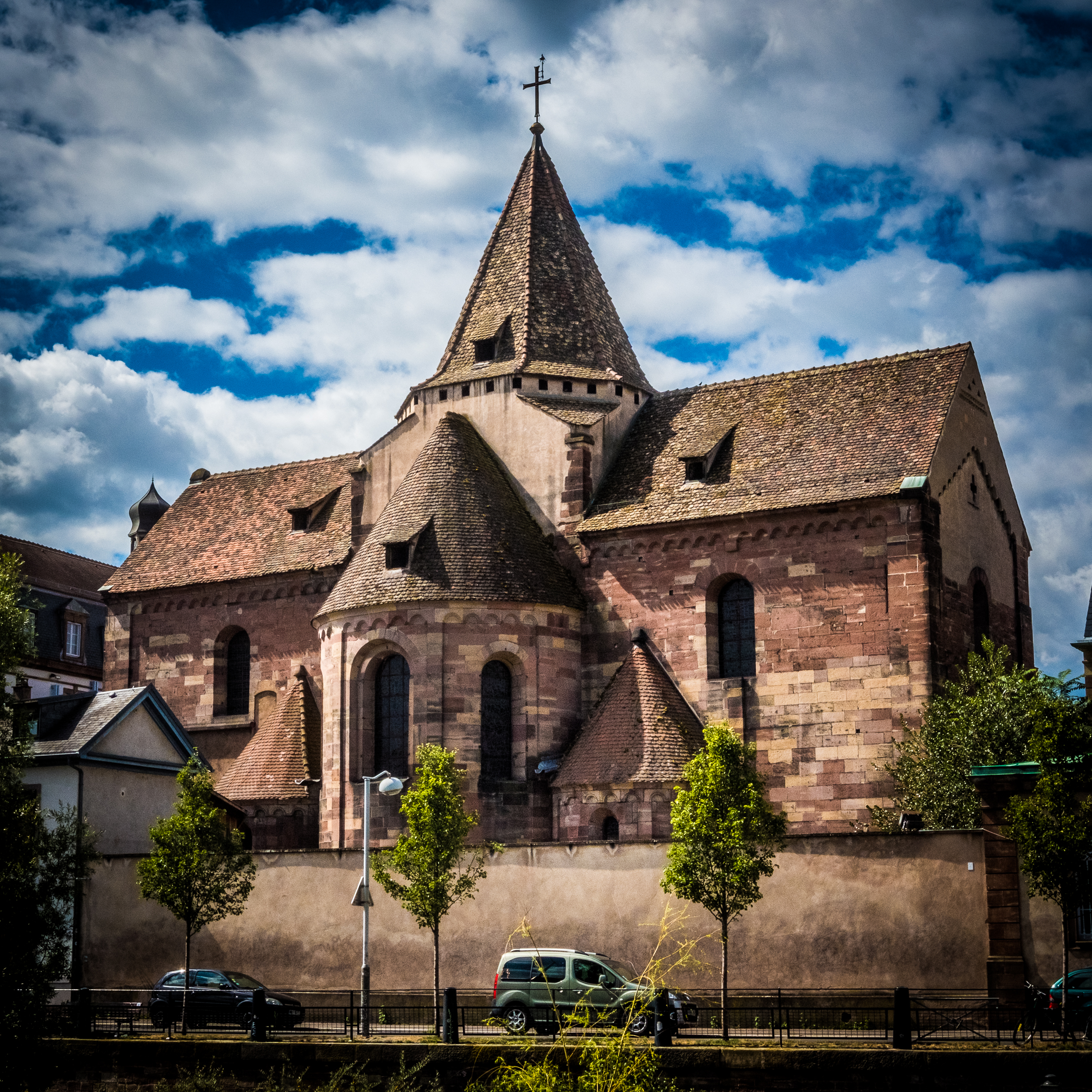
Église Saint-Étienne de Strasbourg

L'église protestante Saint-Pierre-le-Jeune, sur la place du même nom, avec son cloître et son jubé est particulièrement remarquable.

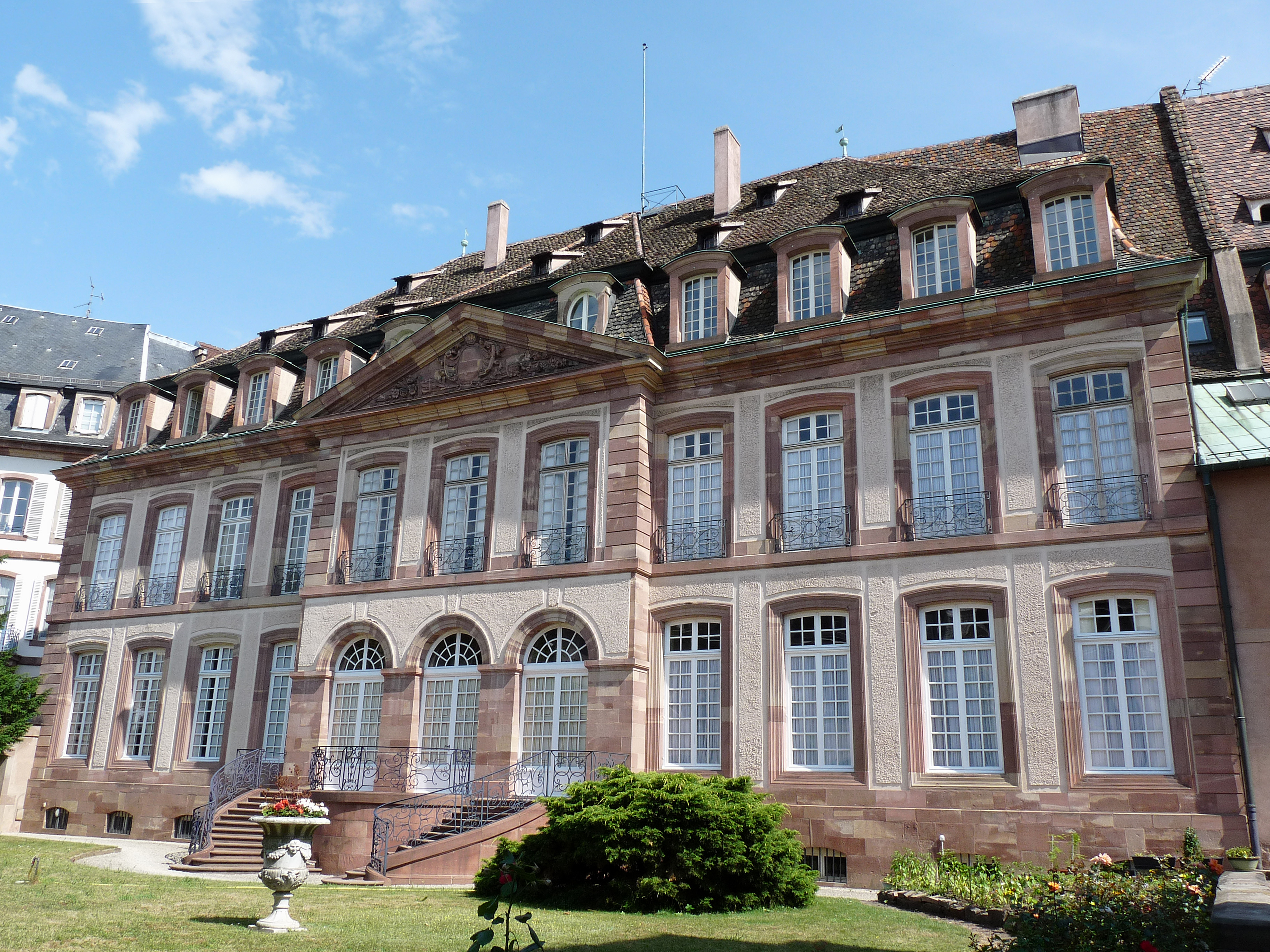
Palais épiscopal de Strasbourg.

L'église du Temple-Neuf, reconstruite après la guerre franco-allemande de 1870, est à mi-chemin entre la place Kléber et la cathédrale.
Quant à l'église Saint-Étienne, elle se trouve dans l'enceinte du collège épiscopal à l'est de la Grande Île.
Enfin la chapelle de Garnison est située place Broglie. Non loin de là, on trouve l'archevêché et l'ancien couvent des Récollets qui accueille aujourd'hui la fondation européenne de la science.

### Patrimoine civil et culturel

Hôtel de Hanau (hôtel de Ville) place Broglie.

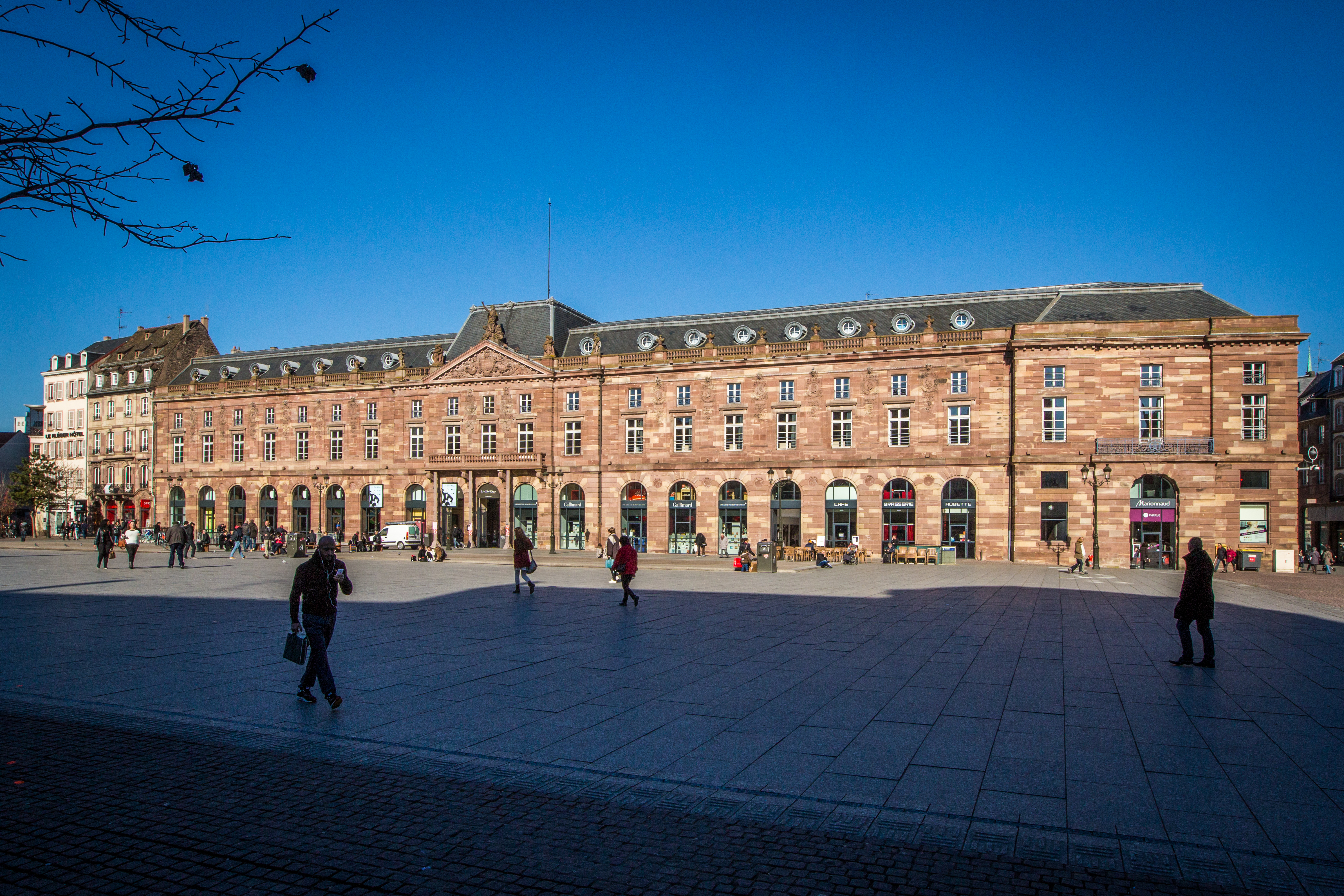
L'Aubette de la place Kléber

La place Kléber, principale place de la ville, est bordée par le bâtiment de l'Aubette érigé à la fin du XVIIIe siècle, avec en son centre une statue du général Kléber. La place de l'Homme-de-Fer voisine est au cœur du réseau de tramway de Strasbourg, avec, un peu plus à l'ouest, la place du Vieux-Marché-aux-Vins et sa fontaine Stoeber.
Le Neue Bau, ancien hôtel de ville et actuelle chambre de commerce et d'industrie, est un bâtiment remarquable de la place Gutenberg, avec sa statue de Gutenberg.
La maison Kammerzell (voisine de l'office du tourisme) en face de la cathédrale, est l'une des plus célèbres de Strasbourg. Le palais Rohan et le musée de l'Œuvre Notre-Dame se situent sur le flanc sud de la cathédrale, place du Château. Un peu plus au sud, on trouve l'ancienne grande boucherie qui abrite aujourd'hui le musée historique de la ville et l'ancienne douane, bâtiment datant du XIVe siècle et reconstruit selon les plans d'origine dans les années 1960.

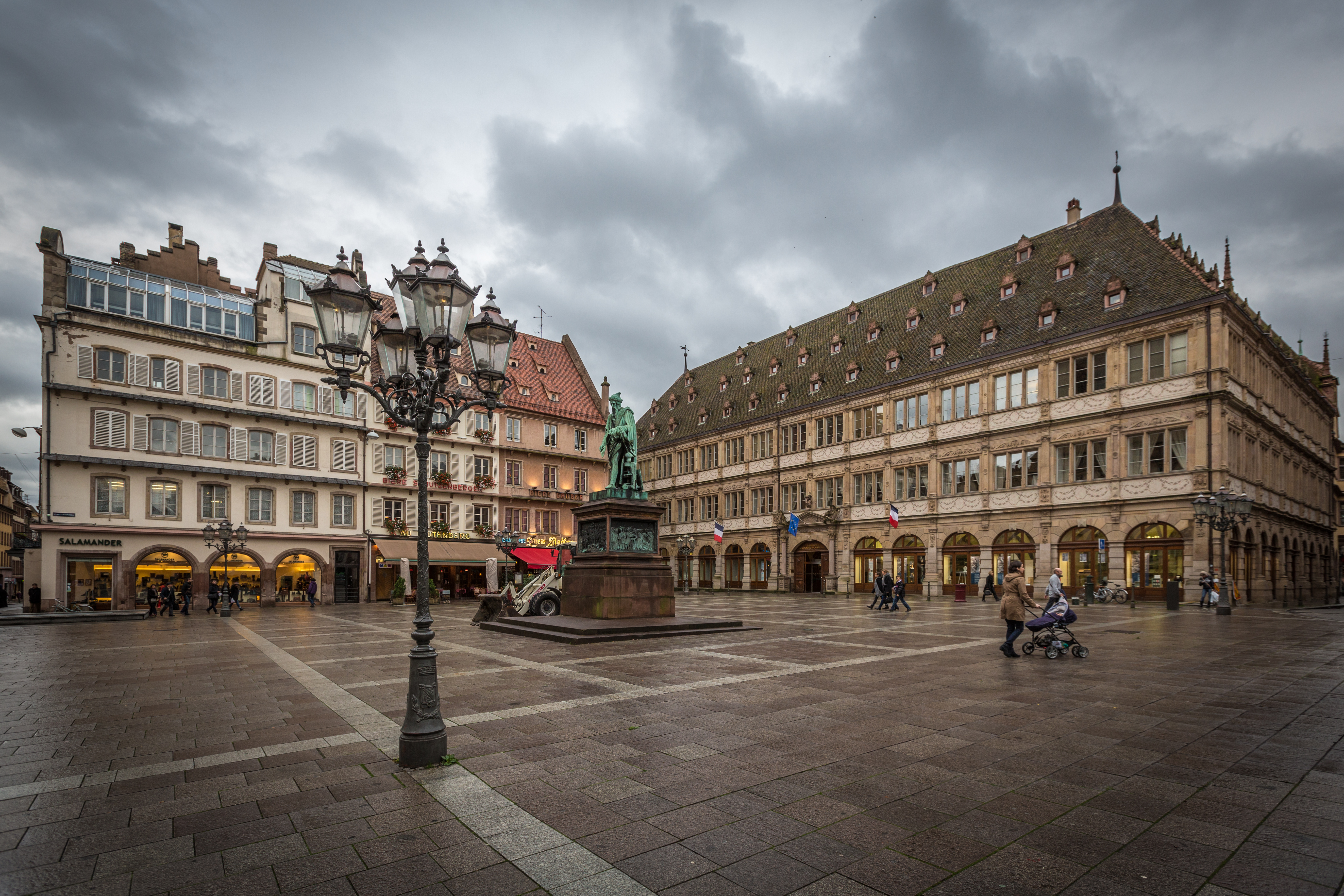
Neue Bau (ancien hôtel de ville de Strasbourg) et statue de Gutenberg, place Gutenberg.

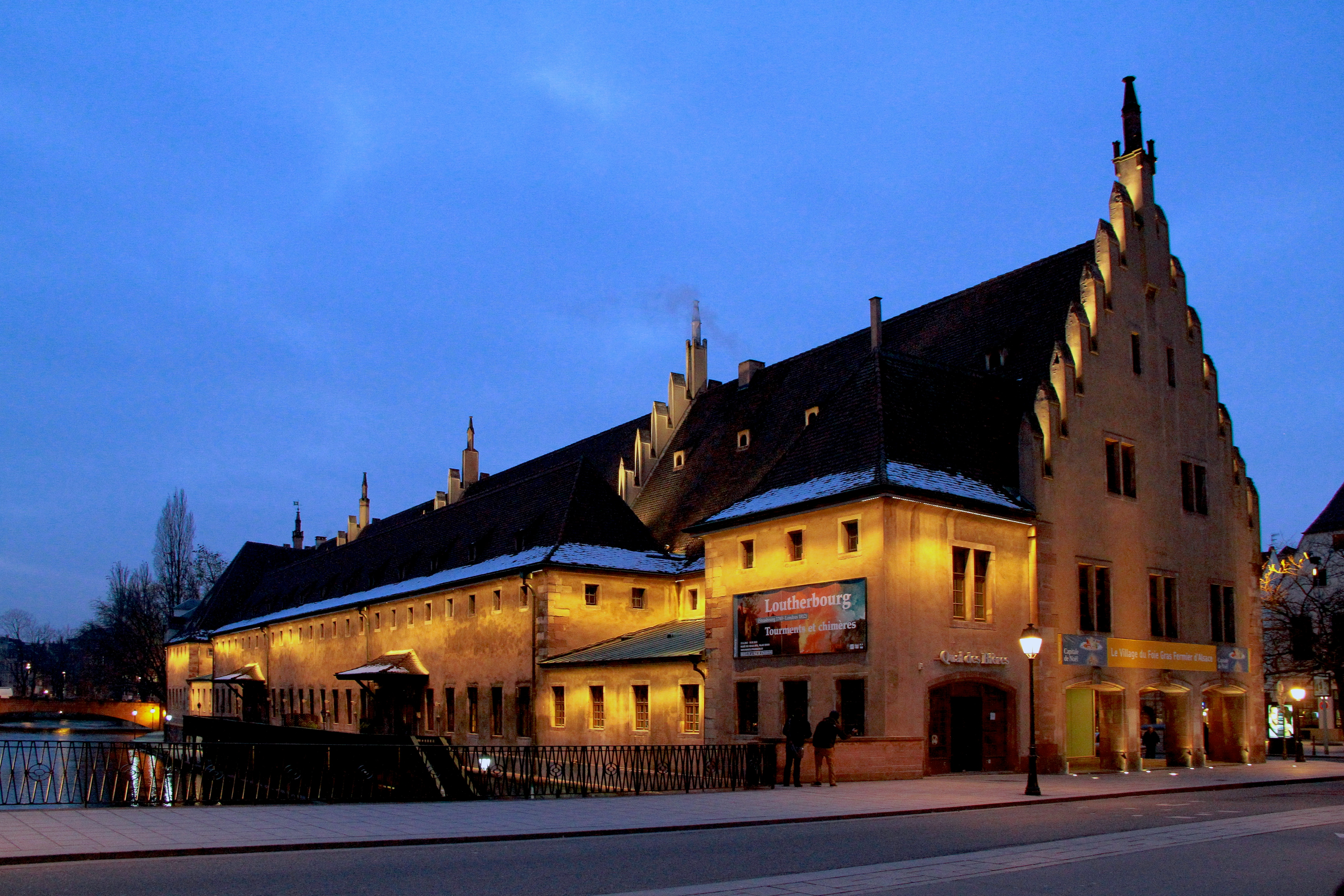
Ancienne douane de Strasbourg.

La place Broglie, au nord-est de la Grande Île, compte de nombreux édifices remarquables, tels que l'hôtel de Hanau (actuel hôtel de ville), l'opéra, le palais du Gouverneur militaire de Strasbourg (ou hôtel des Deux-Ponts), l'hôtel de Klinglin (hôtel de préfecture), l'immeuble de la Banque de France, le mess de la garnison ou encore le monument du maréchal Leclerc. À l'extrémité est de la place, la fontaine de Janus célèbre le bi-millénaire de la ville et marque le lien avec le quartier de la Neustadt. Juste à côté, quai Schoepflin, subsistent des vestiges des anciennes fortifications. Dans le même secteur, la rue de la Nuée-Bleue abrite plusieurs édifices historiques comme l’ancien siège du port autonome de Strasbourg, le siège des Dernières Nouvelles d'Alsace et l'ancien commissariat central.
À l'arrière de la cathédrale, la place du Marché-Gayot est (avec l'Aubette) l'unique réalisation du plan d'assainissement et d'embellissement imaginé par Jean-François Blondel en 1765. Un peu plus à l'est, la place Saint-Étienne a conservé ses maisons à colombage. On y trouve aussi la fontaine du Meiselocker.

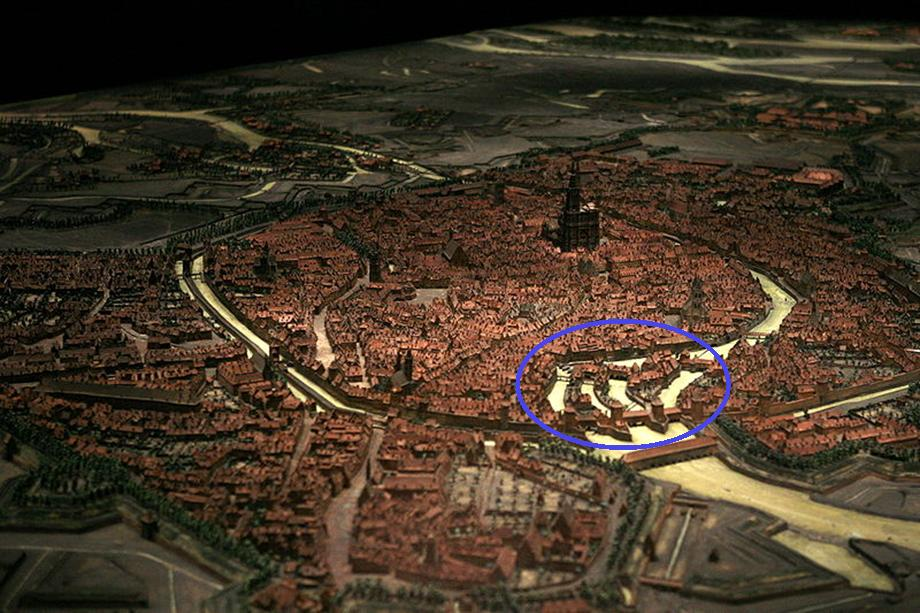
Ellipse insulaire et Petite France (en bleu) en 1727
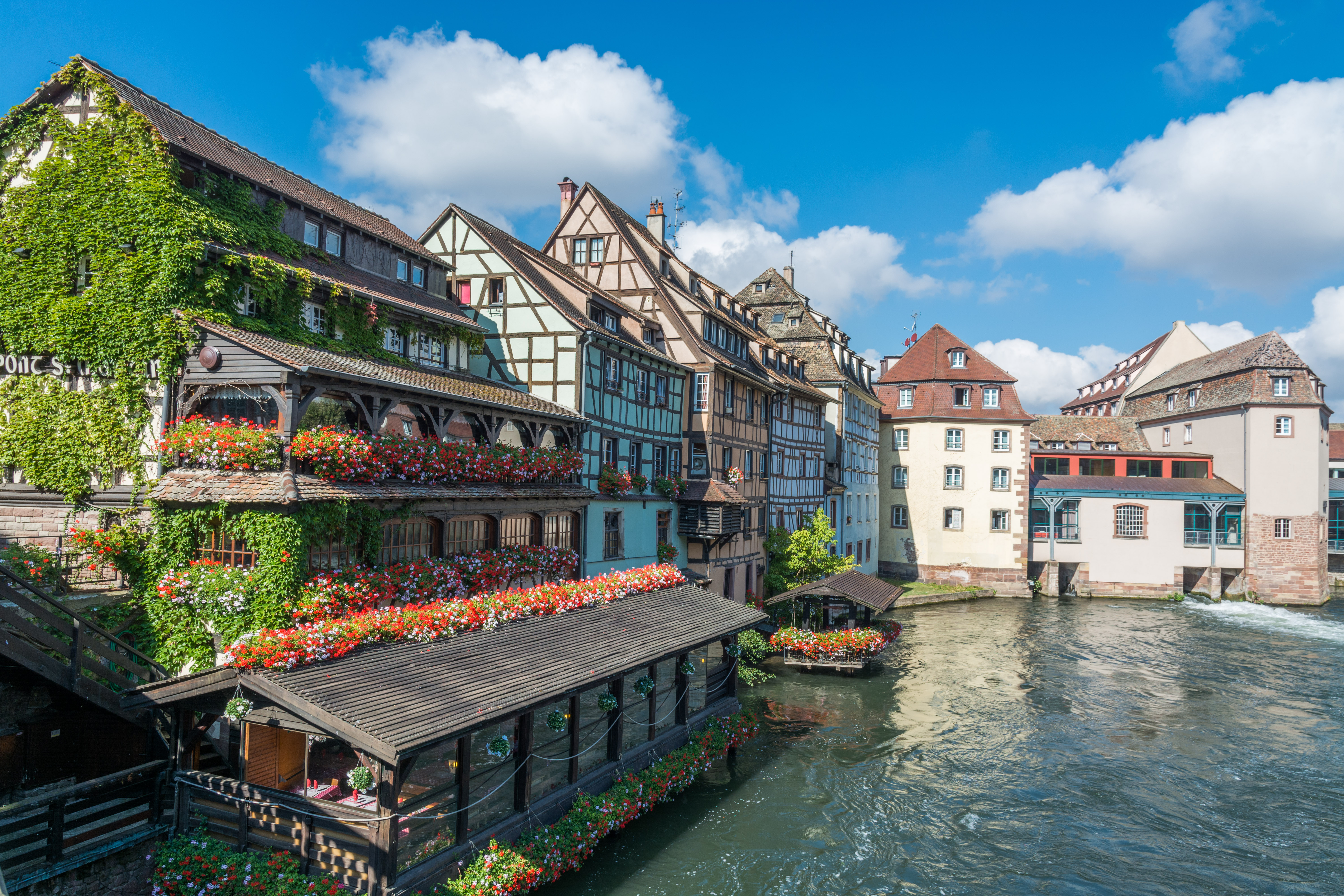
Au Pont Saint-Martin et anciennes Glacières.
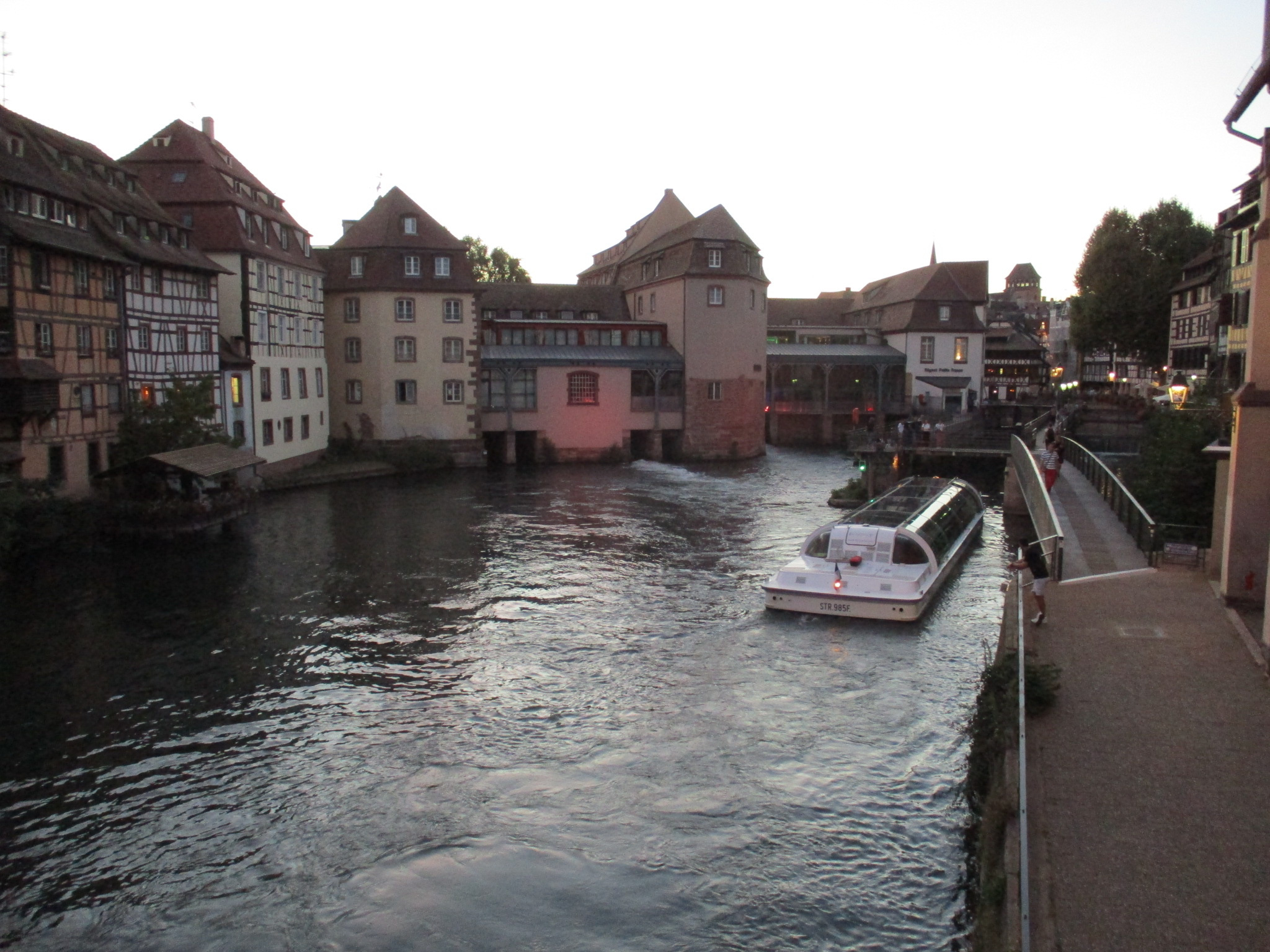
Anciennes Glacières de Strasbourg et écluse
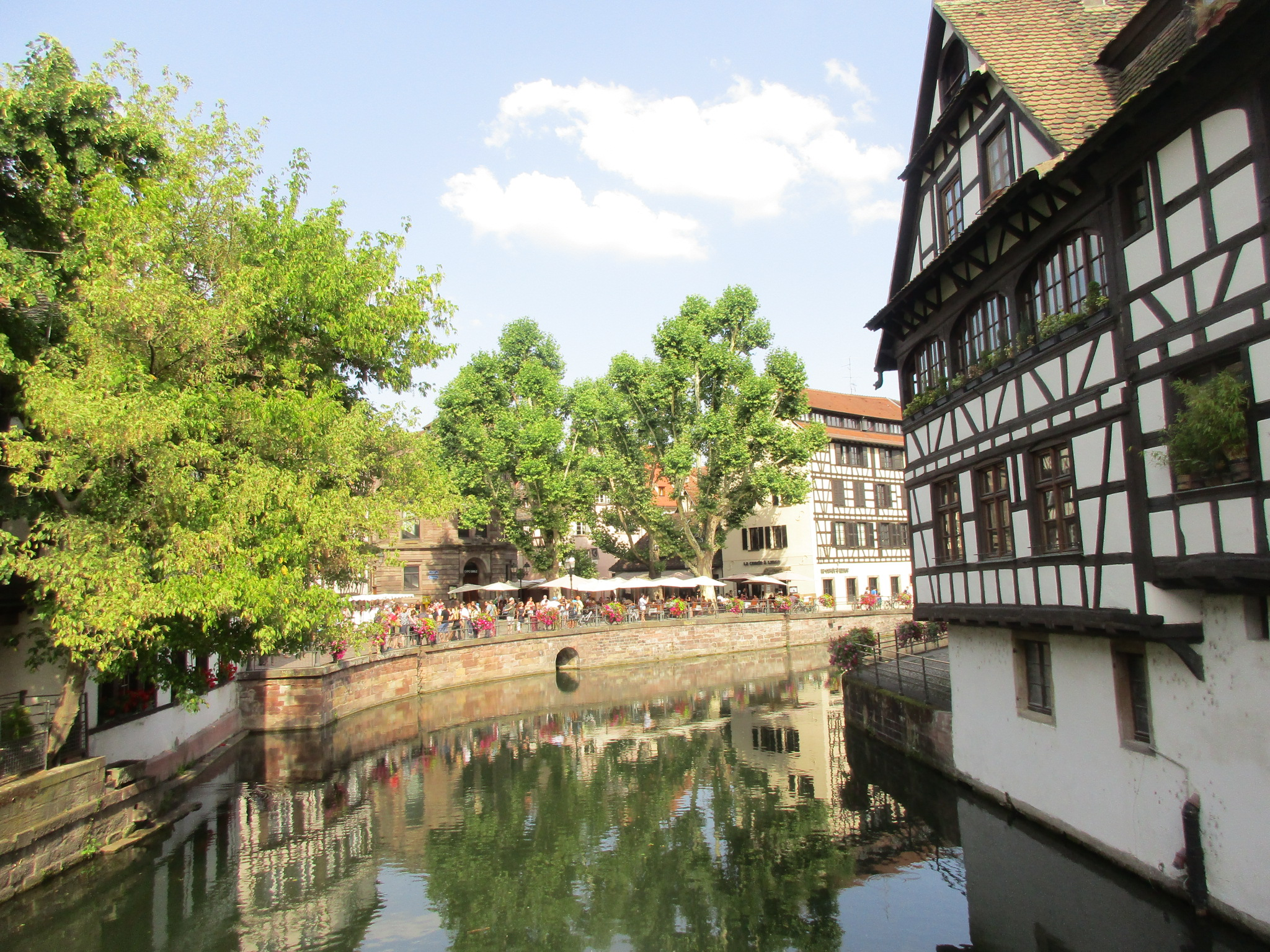
Biergarten de la place Benjamin-Zix
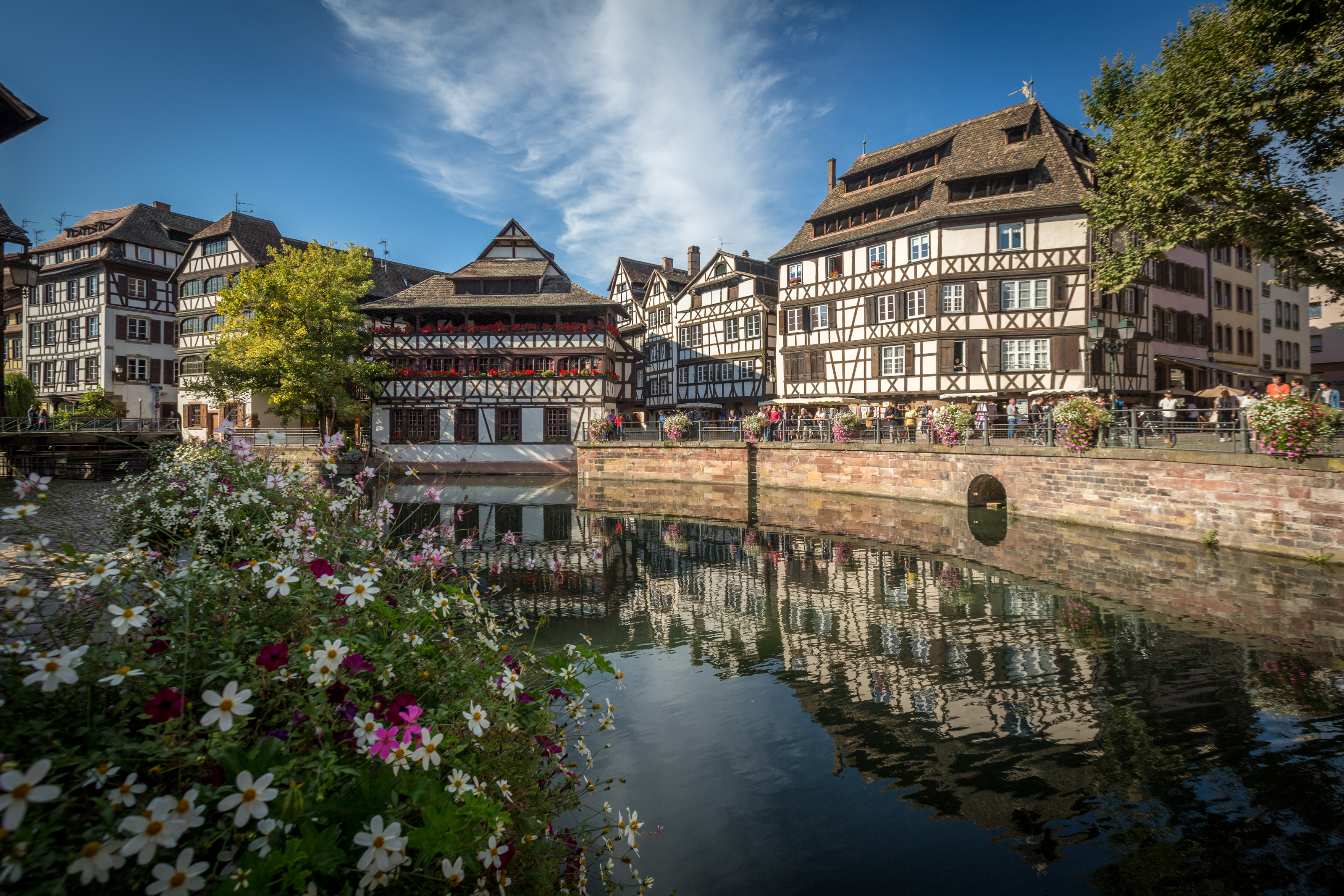
Maison des Tanneurs, place Benjamin-Zix, et pont du Faisan

Le quartier de la Petite France, au sud-ouest, est un des plus pittoresques de Strasbourg. Ancien quartier des tanneurs, avec ses quais fleuris et canaux (variante de la petite Venise de Colmar), son remarquable ensemble de maisons à colombages, ses boutiques et restaurants-winstub-bierstub (dont les célèbres maison des Tanneurs, Au Pont Saint-Martin, ou maison Lohkäs), ses anciennes Glacières, ses écluses, son pont du Faisan, ses ponts couverts, et ses tours des anciennes fortifications de Strasbourg...

### Établissements scolaires

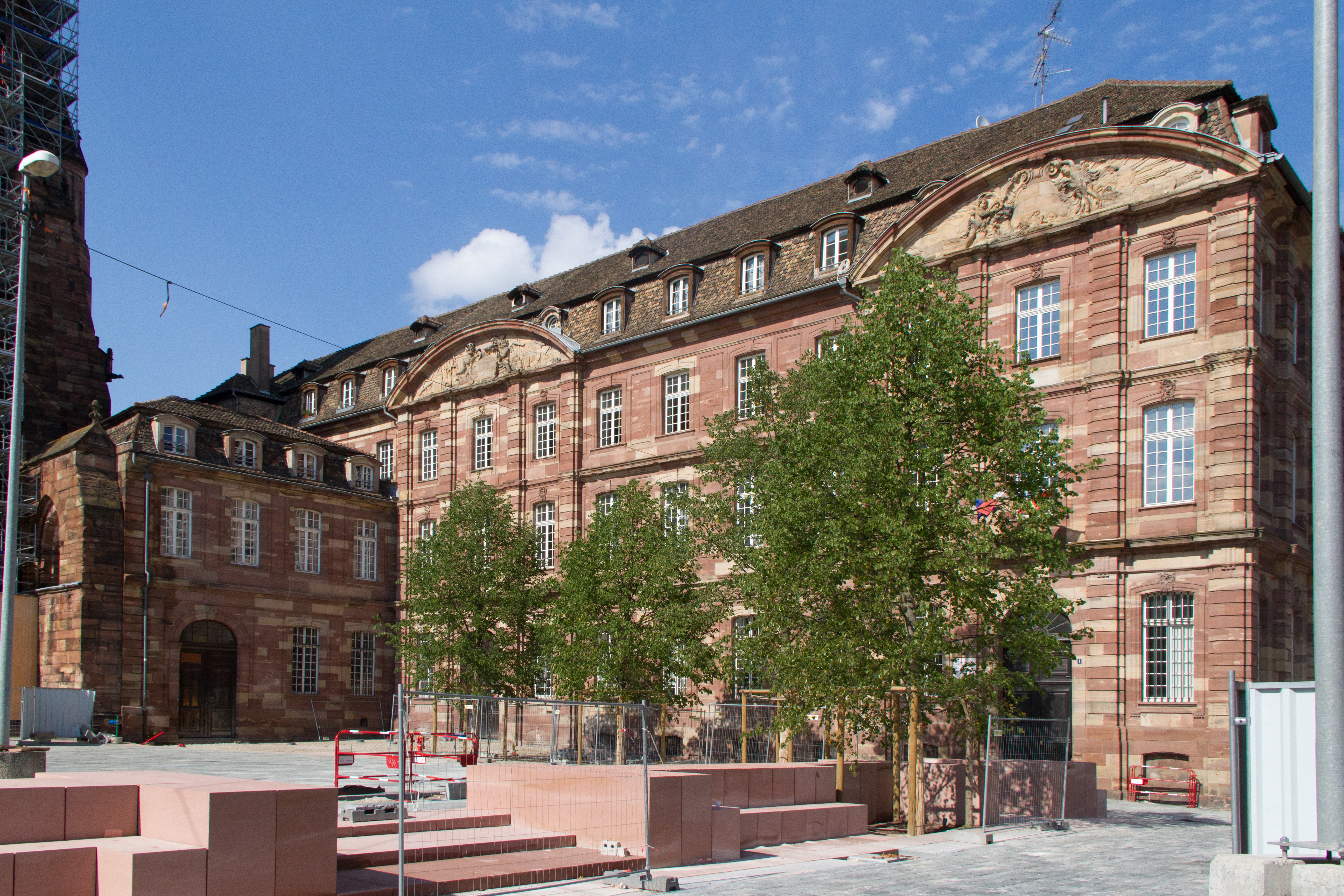
Lycée Fustel-de-Coulanges.

La Grande Île comporte plusieurs établissements scolaires. La remarquable école Saint-Thomas construite au début du XXe siècle se trouve à proximité de la place et de l'église du même nom.
Le lycée Fustel-de-Coulanges est accolé au flanc sud de la cathédrale tandis que le gymnase Jean-Sturm est voisin de l'église du Temple-Neuf. Le collège épiscopal Saint-Étienne jouxte la place éponyme.
L'école Schoepflin, achevée en 1875, fait le lien avec le quartier du Tribunal dans la Neustadt.
Enfin parmi les autres établissements scolaires de la Grande Île citons l'école Louis-Pasteur, l'institution de la Doctrine chrétienne et l'institution La Providence.